# Olešník
Olešník (deutsch Woleschnik, früher Wolleschnik) ist eine Gemeinde in Tschechien. Sie liegt fünf Kilometer nördlich von Zliv und gehört zum Okres České Budějovice.

## Geographie

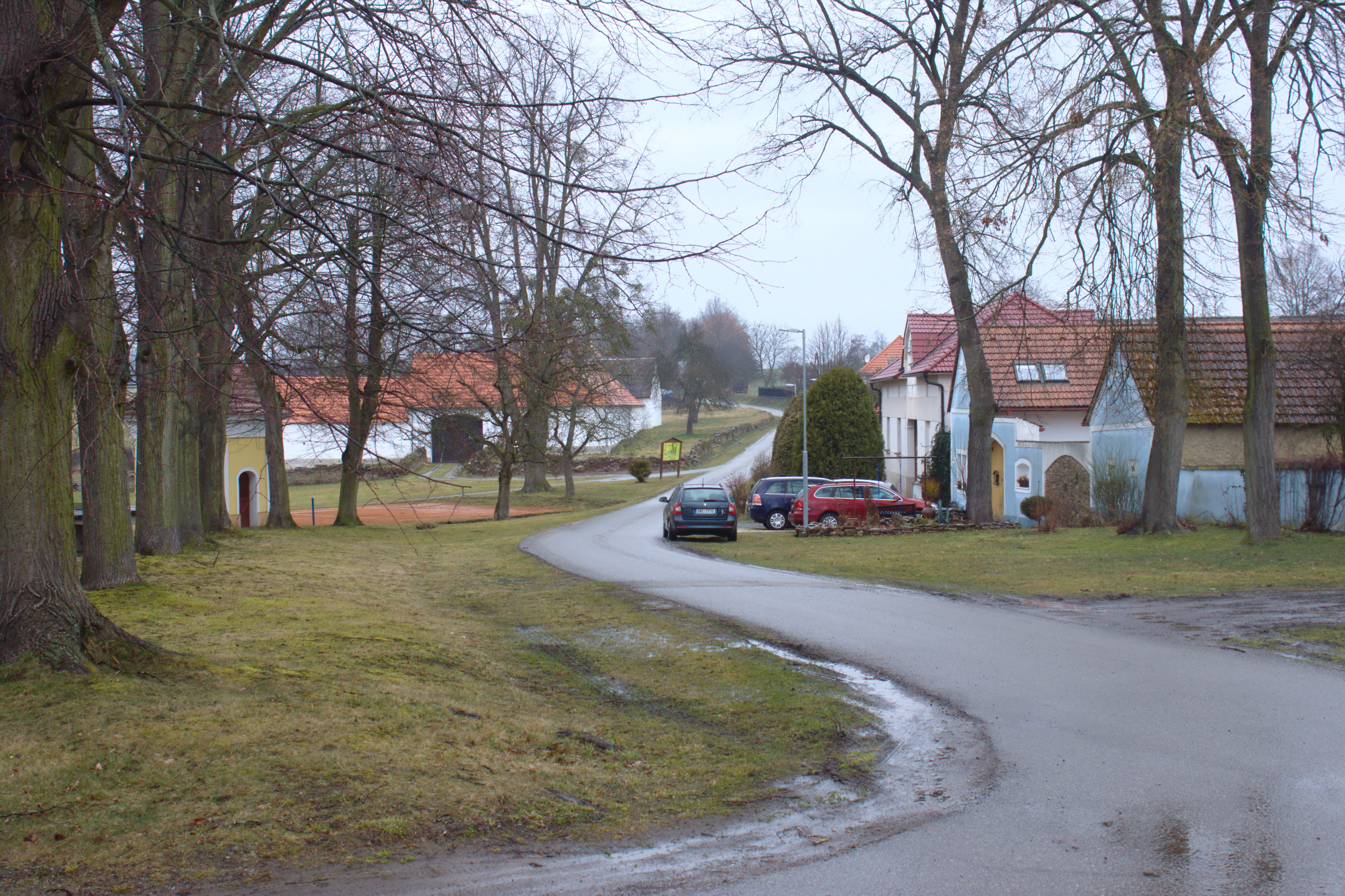
Olešník, Nová Ves Dorfplatz

Olešník befindet sich am Bach Olešník im Budweiser Becken (Českobudějovická pánev). Südöstlich erhebt sich der Olešnický vrch (499 m). Am östlichen Ortsausgang liegen die Teiche Rojdánek und Nové Jámy. Gegen Südosten und Südwesten befinden sich Restlöcher mehrerer Lignittagebaue, die zuletzt als Klärsümpfe der Uranaufbereitung MAPE dienten und stark kontaminiert sind.
Nachbarorte sind Velice im Norden, Nová Ves, Jednota, Výštice und Chlumec im Nordosten, Ovčín und Poněšice im Osten, Dobřejovice, Stará Obora, Křivonoska und Hluboká nad Vltavou im Südosten, Zahájí und Mydlovary im Süden, Zbudov und Česká Lhota im Südwesten, Dívčice im Westen sowie Dubenec, Nákří und Strachovice im Nordwesten.

## Geschichte
Die erste schriftliche Erwähnung des zur Herrschaft Frauenberg gehörigen Dorfes Wolleschnik erfolgte 1409 im Rosenberger Henkerbuch im Zusammenhang mit einem Pferdedieb.
Im Jahre 1835 bestand Woleschnik aus 31 Häusern mit 213 Einwohnern. Im Ort bestanden ein herrschaftlicher Meierhof, eine Schäferei und ein Wirtshaus. Pfarrort war Zahay. Bis zur Mitte des 19. Jahrhunderts blieb das Dorf zu der den Fürsten Schwarzenberg gehörigen Herrschaft Frauenberg untertänig.
Nach der Aufhebung der Patrimonialherrschaften bildete Volešník bzw. Olešník / Wolleschnik ab 1850 eine Gemeinde in der Bezirkshauptmannschaft Budějovice/Budweis. In der zweiten Hälfte des 19. Jahrhunderts wurde in der Umgebung des Dorfes der Lignitbergbau aufgenommen. 1883 ließ die Fürstlich Schwarzenbergsche Domäne Frauenberg das Grubenwasser durch Alto Arche und Carl Hassack mit negativem Ergebnis auf seine Eignung für die Einleitung in die herrschaftlichen Fischteiche analysieren. Im Jahre 1910 lebten in der Gemeinde 531 Tschechen. Im Jahre 1921 bestand das Dorf aus 65 Häusern, in denen 595 Personen lebten. Als tschechischer Ortsname wird seit 1924 ausschließlich Olešník verwendet. 1962 ging bei Mydlovary die chemische Aufbereitungsanlage für Uranerz MAPE in Betrieb, wobei die Restlöcher der ausgekohlten Lignittagebaue als Absetzbecken dienten. Zwischen 1948 und 1960 war Olešník dem Okres Týn nad Vltavou zugeordnet. Am 14. Juni 1964 erfolgte die Eingemeindung Chlumec einschließlich Nová Ves. 1973 wurde der Lignitbergbau gänzlich eingestellt. Nach der politischen Wende wurde am 1. November 1991 die Uranauslaugung in der MAPE eingestellt.
Das zwischen den Dörfern Mydlovary, Zahájí, Olešník, Nákří und Dívčice gelegene 227 ha große Gelände der Uranschlammteiche der MAPE gilt heute als eine der größten Umweltgefahren des Landes. Im Jahre 1996 wurde mit den Sanierungsarbeiten begonnen. Ein Abschluss der Sanierungs- und Rekultierungsarbeiten ist nicht absehbar, es wird mit einer Dauer zwischen 20 und 50 Jahren gerechnet. Eine Reinigung des in die Moldau abzuleitenden Drainagewassers wird für 100 Jahre prognostiziert.

## Gemeindegliederung
Die Gemeinde Olešník besteht aus den Ortsteilen Chlumec (Chlumetz), Nová Ves (Neudorf) und Olešník (Woleschnik) sowie den Wohnplätzen Červený Kříž (Rothenkreuz), Jednota, Krejcárka (Kreuzerheger), Ovčín, Vyhlídka und Výštice (früher Nemanický Hajný, deutsch Nemanitz).

## Bevölkerungsentwicklung
| Jahr      | 1869 | 1880 | 1890 | 1900 | 1910 | 1921 | 1930 | 1950 | 1961 | 1970 | 1980 | 1991 | 2001 | 2011 | 2021 |
| --------- | ---- | ---- | ---- | ---- | ---- | ---- | ---- | ---- | ---- | ---- | ---- | ---- | ---- | ---- | ---- |
| Einwohner | 949  | 928  | 921  | 913  | 1047 | 1142 | 1050 | 918  | 885  | 787  | 748  | 741  | 707  | 751  | 772  |

## Sehenswürdigkeiten
- Gehöfte im Blatastil des südböhmischen Bauernbarock
- Kapelle auf dem Dorfplatz, erbaut im 18. Jahrhundert